# Centro (Santos)
Centro é um bairro localizado na cidade de Santos, próximo à parte da Zona Portuária e Zona Leste, além dos morros a partir do Monte Serrat que faz vista da cidade e de São Vicente.
Abriga diversas lojas populares e prédios comerciais, inclusive despachantes aduaneiros, e entre os palácios podem ser notadas sedes de repartições públicas dos poderes executivo, legislativo e judiciário na cidade.
Conta com diversas atrações que podem ser vistas a partir de um bonde turístico que apresenta o centro histórico e atravessa ruas tais como a XV de Novembro, onde se concentravam os barões do café em meados do século XX, e demonstra amostra arquitetônica da riqueza da época tal como no Museu do Café. 
Nos seus arredores, conta com restaurantes e cafeterias e permanece agitado pela atividade comercial, de serviços e do porto.

## Pontos turísticos
- Teatro Coliseu, onde são abrigadas as melhores peças do país em grande estrutura na região, presentes em curtas temporadas;
- Teatro Guarany, restaurado após um incêndio, que recebe confortavelmente espetáculos de menor porte;
- Convento Nossa Senhora do Carmo como uma das mais antigas igrejas da cidade conservado em seu estilo barroco;
- Casa do Trem Bélico, museu que expõe armamentos do período imperial;
- Pantheon dos Andradas, onde se conserva os restos mortais do patriarca da independência, José Bonifácio;
- Centro Português com estilo manuelino e seu histórico conterrâneo;
- Palácio Saturnino de Brito abriga atualmente a SABESP e mantém o acervo do engenheiro responsável pela obra dos canais e sua importante contribuição no saneamento da cidade;
- Outeiro de Santa Catarina como marco de fundação da cidade, atualmente fechado;
- Casa da Frontaria Azulejada, de estilo neoclássico, abriga exposições de azulejos portugueses em alto relevo;
- Casarão da Tuiuti, com potencial espaço para grandes eventos e também conta com jardins.